# Web of Science
Le Web of Science est une plateforme d’information scientifique et technique gérée par Clarivate, et originellement produite par la société ISI – Institute for Scientific Information de Thomson Scientific, division du groupe canadien Thomson Reuters. Il donne accès à six bases de données bibliographiques : 
- Science Citation Index
- Social Sciences Citation Index
- Arts & Humanities Citation Index
- Conference Proceedings Citation Index
- Book Citation Index
- Emerging Sources Citation Index

## Historique
Le premier volume du Science Citation Index voit le jour en 1964, sous l'impulsion d'Eugene Garfield qui propose d’utiliser les citations présentes dans les articles scientifiques, c’est-à-dire les renvois faits à d’autres articles, pour lier les articles entre eux et en mesurer l'influence sur la transmission des idées.

## Contenu
Le Web of Science signale la littérature scientifique mondiale (articles scientifiques, actes de colloque, chapitres de livre, etc.). Le contenu, diversifié, comprend l’agriculture, la biologie, le génie, la médecine, les sciences de la santé, les mathématiques, la physique, la chimie, l’anthropologie, le droit, les sciences de l’information, l’architecture, la danse, le cinéma et le théâtre. L’ensemble du contenu est constitué du dépouillement de plus de 20 000 périodiques, 100 000 livres, et de plus de 8 millions de communications dans des actes de conférences. Les plus vieux articles remontent à 1900.

## Accès
Le contenu de Web of Science est accessible sur abonnement pour les institutions telles que les universités et les centres de recherche publics ou privés importants et se fait généralement par ISI Web of Knowledge. Il est possible de s’abonner à toutes ou à quelques-unes seulement des sept bases.

## Recherche
Il est possible d’effectuer des recherches suivant une douzaine de critères, dont le sujet, l’auteur, le titre de l'article ou le titre de la publication. Des index sont disponibles pour les noms d’auteur et les titres de publications. Le Web of Science est pourvu d’index de citations (Citation Index) qui permettent de connaître le réseau de citations liant les documents. Cela permet de savoir le nombre de fois qu’un article a été cité dans d’autres articles. 

## Facteur d'impact
Le Web of Science propose la base de données JCR - Journal Citation Reports donnant le facteur d'impact de plusieurs milliers de journaux scientifiques depuis 1975.

## Critiques
On a émis des réserves quant à l’objectivité du réseau de citation du Social Sciences Citation index. Une étude menée par deux économistes allègue qu’un biais dans le calcul défavorise certains types d’articles sur d’autres, accordant plus d’importance aux seconds au niveau des citations.